# São Sepé (kommun)
São Sepé är en kommun i Brasilien.   Den ligger i delstaten Rio Grande do Sul, i den södra delen av landet, 1 700 km söder om huvudstaden Brasília. Antalet invånare är 23 798.
Följande samhällen finns i São Sepé:
- São Sepé

Omgivningarna runt São Sepé är huvudsakligen savann. Runt São Sepé är det glesbefolkat, med 8 invånare per kvadratkilometer.